# كأس الملك السعودي 1962
كأس الملك السعودي 1962 أو ما يعرف باسم كأس الملك 1381، هي النسخة الخامسة من بطولة كأس خادم الحرمين الشريفين. وتعتبر هذه النسخة هي الخطوة الثانية في مراحل تطور مسابقة الكأس، حيث شاركت أندية المنطقة الوسطى لأول مرة وبالتالي فإن نهائي الكأس أصبح يمثله فريقان هما بطل الوسطى وبطل الغربية.

## تفاصيل المباراة النهائية
جرت المباراة النهائية على ملعب الصائغ بالرياض، بين بطل المنطقة الغربية نادي الوحدة من مكة المكرمة، وبين نادي الهلال بطل المنطقة الوسطى. حكم المباراة محمد الطريفي بمساعدة الجراديني والبسيوني، وذلك في يوم الجمعة 20 شعبان 1381. مثّل الهلال في الحراسة ناصر بن موزان، محمود زرد ومهدي بن علي القحطاني  وحامد عباس (الداكوتا) وصالح أمان من ثم عبد الرحمن الأحمد (الدينمو) ومحمود كامل (الكوش) وسلطان بن مناحي ومبروك المتعب (الدبلي) ومبارك عبد الكريم ورجب خميس.
ومثل الوحدة، صدقة سلطان وعبد الرحمن الجعيد والحبشي وعثمان أحمدوه وأحمد بصيري وحسني باز ومحمود أبو داود وسليمان بصيري وخضر علي وسليمان مطر الشهير بالكبش وحسن دوش.وفاز بالبطولة نادي الهلال بعد تغلبه على نادي الوحدة بنتيجة 3–2.

### الفريقين
| الفريق | نهائيات سابقة (الخط العريض يشير لسنة الفوز) |
| ------ | ------------------------------------------- |
| الهلال | أول نهائي.                                  |
| الوحدة | 1958، 1959، 1960، 1961                      |

#### النهائي
| الهلال | 3–2     | الوحدة |
| ------ | ------- | ------ |
| خميس   | [تقرير] | الجعيد |